# Реформация в Речи Посполитой
Реформация в Речи Посполитой — общественное и религиозное движение на территории Речи Посполитой, включавшей территории современных Польши, Литвы, Белоруссии и части Украины. Сторонники реформации требовали изменений в польской церкви. Реформация существовала с 1520-х годов до второй половины XVII века, когда её окончательно победила контрреформация.
Реформация испытала бурное развитие в XVI — начале XVII века, за чем последовал быстрый упадок и полная маргинализация в начале XVIII века. В настоящее время (2000) протестантизм в Польше представлен немногочисленными и разрозненными церквями, число сторонников которых не превышает несколько процентов польского населения.
По мнению ряда исследователей польской реформации, в отличие от многих других стран Европы, где она привела к упрочнению власти монархов, в Польше она ослабила позиции как монарха, так и церкви.
Польская реформация была в основном уделом высших и средних слоёв общества, главным образом в городах северо-запада (Кельце, Люблин, Жемайтия). Реформация не оказала большого влияния на сельское население, исключение составляли только жители западного пограничья. Движению не хватало могущественных покровителей. Магнаты рассматривали принадлежность к той или иной конфессии как своё частное дело, как часть дворянских вольностей, хотя на территории Литвы были такие магнаты, как Николай Чёрный Радзивилл и Ян Кишка, которые финансировали реформацию. Ни в одной из областей реформаты не угрожали позициям католической церкви.
В Речи Посполитой существовали три различных реформатских течения. 
- На западе и в Великой Польше распространилось лютеранство, в основном усилиями снизу.
- Кальвинизм, напротив, распространялся при поддержке магнатов сверху в Малой Польше, Великом княжестве Литовском и Галиции, нередко путём административного перевода церковных приходов из католичества в кальвинизм.
- Наконец, из кальвинизма выделилось движение польских братьев, которое противники называли «арианством»[3].

Реформация оказала значительное влияние на развитие польского языка, культуры и литературы, привела к оживлению науки и просвещения, развитию образования и книгоиздательства. Деятелями реформации были известные писатели, богословы и учёные.

## Зарождение и распространение
В XVI веке Речь Посполитая не была однородной ни этнически, ни религиозно, хотя римско-католическая церковь пользовалась огромным влиянием. Религиозная толерантность была обусловлена тем, что на значительной территории государства проживали, в частности, православные и евреи. Другой причиной толерантности была слабость королевской власти и сильные позиции магнатов в системе выборной монархии. Даже короли, исключительно сильно связанные с интересами католицизма — такие, как Ян II Казимир Ваза (иезуит и кардинал), не могли проводить массовых репрессий против иноверцев.
Первым из реформатских течений, в Польше проявило себя лютеранство, быстро распространившееся в 1520-е годы среди немецкого населения Королевской Пруссии, Великой Польши и Силезии. Эдикт Сигизмунда I Старого (1523) провозглашал, что всякий, кто «будет распространять указанные лютеранские произведения, продавать их, покупать, читать, или провозглашать учение Лютера, защищать его или восхвалять, или противиться сожжению указанных книг, подлежит сожжению на костре и конфискации всего имущества».
В 1525 князь Януш III запретил в Мазовецком княжестве исповедание и распространение лютеранства под угрозой смерти и конфискации имущества. Этот эдикт, вместе с другими привилегиями, подтвердил Сигизмунд I Старый при инкорпорации Мазовии в состав Великопольской провинции Короны Польского королевства в 1529 году.
Крупные экономические центры, такие, как Гданьск, Торунь или Эльблонг, добились от короля Сигизмунда II Августа расширения своей религиозной автономии. В дальнейшем, среди польской шляхты всё более популярным становился кальвинизм, признававший решающую роль в церковных делах светских патронов.
За движением реформатов (включая лютеран) последовала едва шестая часть шляхты, однако это была её элита, получившая образование в зарубежных университетах, занимавшая передовые позиции в отстаивании прав и имущества. Это было умеренное движение как среди светских, так и среди духовных магнатов. Элита дворянства требовала участия священников в уплате налогов, которые шли на оборону государства, отмены церковной юрисдикции по светским делам, ликвидации церковной десятины. Успехи реформатского движения в Польше совпали с развитием привилегий шляхты, к которым стали относить, в частности, право выбирать себе религиозную конфессию. Окончательно данное право было признано Варшавской конфедерацией в 1573 году.
Попытки привлечения сторонников к той или иной конфессии привели к развитию польской литературы. Наиболее ранним центром книгопечатания стал Кёнигсберг в герцогстве Пруссия. Здесь в 1530 году был напечатан переведенный на польский язык катехизис Лютера, двумя годами позже — его Большой катехизис, а в 1561—1562 на польский язык были переведены некоторые его письма. Только лишь в XVI веке было издано 16 различных катехизисов на польском языке. Помимо них, были опубликованы «Песни духовные и божественные» (переизданные несколько раз с 1547), «Канционал» (сборник напевов) Петра Артомиуса (12 изданий с 1578 по 1728), «постиллы» (сборники комментариев к Библии и другим священным текстам, издавались с 1557 года) Важным достижением протестантов было издание Брестской Библии в 1563 году.
Под защитой покровителей из числа магнатов и шляхты возникали протестантские школы, церкви и типографии. В 1554 в Сломниках состоялся первый синод кальвинистов. Несмотря на это, протестантство Польши не объединилось, в отличие от других стран Западной Европы. Среди различных протестантских течений в Польше появились анабаптисты (ныне меннониты), а после 1548 года в Великой Польше начали оседать изгнанные со своей родины чешские братья.

## Раскол, поиски компромисса и упадок
На фоне дипломатических и общественных конфликтов в 1562—1565 годах произошёл раскол среди сторонников кальвинизма. Под влиянием итальянских антитринитариев, главным образом Фауста Социна, возникла церковь польских братьев (которых противники прозвали «арианами» в память о раннехристианской ереси), к которым присоединилась значительная часть интеллектуальной элиты протестантов.
Исключение польских антитринитариев из Сандомирского договора, заключённого в 1570 году, одобренного кальвинистами и чешскими братьями и поддержанного в других протестантских странах Европы, ослабило позиции польской Реформации и свело к нулю шансы на создание национального общепротестантского движения. Протестантизм был встречен с почти полным равнодушием сельским населением, однако нашёл сторонников в таких городах Польши, как Краков или Познань.
На рубеже XVI и XVII веков, однако, и в этих городах собрания представителей различных конфессий постепенно прекратились. Причиной тому были нападения на магазины, жилища и даже погромы иноверцев. Погромы были организованы по инициативе католической церкви, при полном безучастии светских властей. В частности, подобный погром произошёл 10 июля 1591 года в Вильно, где толпа католиков сожгла церковь, дом, приют и школу реформатов-евангелистов. В том же Вильно в 1639 году имели место частые стычки на религиозной почве, жертвами которых снова стали кальвинисты. Они были вынуждены покинуть город, а их собор на улице Святомихайловской был разрушен.
Волнения и религиозные преследования в Польше во многом подпитывало то, что польский сейм, в котором преобладали католики, отказывался принимать постановления по проведению в жизнь решений Варшавской конфедерации, а король Сигизмунд III Ваза, находившийся под сильным влиянием иезуитов во главе с Петром Скаргой, был активным сторонником контрреформации.
Сразу после «шведского потопа», когда Речь Посполитая с трудом избежала раздела между некатолическими соседями, Католической церкви удалось юридически и фактически отменить постановления Варшавской конфедерации. В 1658 году сейм изгнал из страны польских братьев, которые бежали главным образом в Голландию, где до сих пор находится их библиотека, а в 1668 запретил отступление от католицизма под страхом смерти.

## Влияние реформации
Возникшие после 1517 года островки протестантизма (главным образом лютеранства и кальвинизма) на территории Польши раньше всего нашли себе сторонников в городах Королевской Пруссии. Жившие там горожане немецкого происхождения, связанные сетью разнообразных связей со своими западными партнёрами, довольно быстро приняли идеи Мартина Лютера. В Гданьске в 1525 вспыхнул антикатолический бунт (pl:Tumult gdański 1525-1526), в котором участвовали как зажиточные, так и бедные мещане. Бунт был подавлен в результате вооружённого вмешательства короля Сигизмунда I Старого. В 1525 перестало существовать Государство Тевтонского ордена, правитель которого Альбрехт Гогенцоллерн принял лютеранство и стал светским вассалом Короны Королевства Польского.
Реформация, несмотря на сильные волнения, не привела к ослаблению государства. Даже напротив, Ягеллонская Речь Посполитая не боялась протестантизма и охотно принимала у себя иностранцев-иноверцев. Ослабление государства произошло лишь во второй половине XVII века, когда Реформация уже перестала быть заметной тенденцией в развитии страны. По мнению Й. Тазбира, наступление контрреформации и жестокие репрессии против «еретиков» были связаны в основном с внешними угрозами.

### Влияние в культуре
Богатым наследием польской Реформации стало возникновение обширной литературы, главным образом религиозной, на польском языке, что способствовало развитию и распространению литературной нормы. Возникли такие важные произведения, как польский перевод Библии, распространилась политическая и полемическая литература (Мартин Чеховиц, Анджей Фрич-Моджевский, Симон Будный). Протестантами были многие деятели польской литературы, в том числе «отец польской литературы» Миколай Рей.
Реформация вдохнула жизнь в книгоиздательство — в XVI веке действовали 20 иноверческих типографий, что в свою очередь содействовало развитию образования, главным образом среднего: так, возникли лютеранские Гданьская и Торуньская гимназии, кальвинистская гимназия в Пиньчуве, академии чешских братьев в Лешне и польских братьев в Ракове. Эти учебные заведения были известны своим высоким уровнем образования.
Ещё одним следствием реформации стало оживление и обогащение литературы её противников-католиков, которым так или иначе приходилось идейно конкурировать со сторонниками Реформации, борясь за благосклонность прихожан. После полной победы контрреформации во второй половине XVII века наступил явный упадок польской литературы и культуры, который продолжался вплоть до эпохи Просвещения.
Важным явлением была также деятельность так называемых «ариан», то есть польских братьев, в сочинениях которых, главным образом на философские и социальные темы (Иероним Москожовский, Фауст Социн, Анджей Вишоватый, Пётр Стоиньский-младший и др.) — отстаивались идеи рационализма и религиозной терпимости. Эти труды оказали влияние на общественную мысль других стран (в частности, на философию Джона Локка), и даже североамериканских колоний (идеи отделения церкви от государства и нейтралитета государства в вопросах вероисповедания в Конституции США почерпнуты из Раковского катехизиса).

## Сотрудничество протестантов и католиков на рубеже XVI — XVII веков
В 1590 году вышло сочинение «Речь польского шляхтича против иезуитов» (Szlachcica polskiego przeciw jezuitom mowa), написанное, вероятно, в среде профессоров Краковской академии и ариан. Католики нередко публиковали книги в типографиях иноверцев.
Часть католических авторов не только не выступала против Варшавской конфедерации, но напротив, защищала её наравне с протестантами. К ним принадлежали, например, писатель Миколай Коссобудский, который во введении к «Объяснению 68 псалма» (Psalmi 68 explanatio, 1575) писал, что различия в вероисповедании невозможно устранить «огнём и мечом», а только лишь путём «научения людей и ревностным пастырским трудом». Подобной же точки зрения придерживался писатель-шляхтич Иероним Балиньский (1600), хотя не распространял свою терпимость на «ариан». Во многих случаях юристы-католики (францисканцы в Вильнюсе — 1614), и даже епископы (П. Тылицкий — 1516) становились на сторону преследуемых протестантов. В свою очередь протестанты, по мере всё большего ущемления их прав со стороны католиков, выдвигали требования всё большей религиозной терпимости.

## Хронология реформации в Речи Посполитой
| Год         | Событие |
| ----------- | --- |
| 1520-е годы | Лютеранство приобретает сторонников среди горожан Королевской Пруссии и в приграничных землях Великой Польши. |
| 1520        | Сигизмунд Старый издаёт Торуньский эдикт (pl:edykt toruński) — первый из многочисленных запретов «религиозных новшеств». |
| 1525-1526   | В Данциге лютеранство становится официальной религией, однако город усмиряет король Сигизмунд Старый и запрещает отход от католицизма под страхом смерти.                                                                                           |
| Около 1540  | Кальвинизм приходит на земли Польши. |
| 1550        | Первый в Польше кальвинистский храм (в Пиньчуве). |
| 1516-1550   | В городах Великой Польши (главным образом в Лешно) обосновываются чешские братья, бежавшие от преследований у себя на родине. |
| 1554        | Первый польский протестантский синод в Сломниках под Краковом. |
| 1555        | Козьминский синод (pl:Synod w Koźminku) ненадолго утверждает унию между польскими кальвинистами и чешскими братьями. |
| 1556        | В Польшу возвращается Ян Лаский (младший) и организует польскую Евангельско-реформатскую церковь (pl:Kościół ewangelicko-reformowany w RP). |
| 1560        | Протестантский Ксёнжский синод (pl:Synod w Książu) осуждает антитринитаризм. |
| 1562        | От кальвинистов отпочковывается движение польских братьев, которых противники прозывают «арианами». |
| 1563        | Издание кальвинистской Брестской Библии. |
| 1570-1572   | Издание «арианской» Несвижской библии (pl:Biblia Nieświeska), (be: Нясвіжская Біблія). |
| 1570        | Сандомирский договор — польские лютеране, кальвинисты и чешские братья заключили экуменический договор в целях совместного противодействия контрреформации.                                                                                         |
| 1573        | Варшавская конфедерация предоставляет иноверцам гарантии религиозной толерантности (католики отказываются её подписать, но вынуждены до поры до времени подчиниться). Эти же привилегии подтверждают Генриковы артикулы.                            |
| 1595        | Раскол между польскими лютеранами и кальвинистами. |
| XVII в.     | Сигизмунд III Ваза перестаёт соблюдать постановления Варшавской конфедерации и осуществляет контрреформацию. К концу века в Польше исчезают последние тайные общины польских братьев. Протестантизм утрачивает роль важного фактора в жизни Польши. |
| 1632        | Издание лютеранской Гданьской Библии. |
| 1638        | Польский сейм постановил закрыть все «арианские» учреждения в Ракуве (pl:Raków (powiat kielecki)), в том числе Раковскую академию. |
| 1654        | 6 апреля король Ян II Казимир Ваза подписал декрет об изгнании из Речи Посполитой всех иноземцев-иноверцев. |
| 1656        | Сожжение протестантского города Лешно в отместку за содействие (в числе других городов) оккупантам во время шведского потопа. Протестанты массово покидают Речь Посполитую. Кальвинизм исчезает на востоке страны.                                  |
| 1658        | Сейм постановил изгнать польских братьев из Речи Посполитой. |
| 1668        | Сейм запрещает отступление от католицизма под страхом смерти. |
| 1678        | Кальвинисты и лютеране заключают в Лешно союз (pl:Amica complanatio). |
| 1717        | «Немой сейм» официально запрещает избирать протестантов в свой состав. |
| 1718        | Исключение депутата-кальвиниста Анджея Кромно Петровского (Andrzej Kromno Piotrowski) из Сейма. |

## Видные деятели польской реформации

### Лютеране
- Абрахам Кульвец
- Гличнер, Эразм
- Кшиштоф Хегендорфер
- Ян Секлуцян
- Самуэль Дамбровский

### Кальвинисты
- Миколай Рей
- Киприан Базилик
- Якуб Любельчук
- Гжегож Оршак
- Франтишек Станкар
- Тшицеский, Анджей (pl:Andrzej Trzecieski)
- Симон Зациус (Шимон Зак)

### Польские братья
- Джорджо Бландрата
- Фауст Социн
- Пётр из Гонёндза
- Гжегож Павел с Бжезин
- Пётр Стоенский
- Иероним Москоржовский
- Валенты Смальц
- Анджей Вишоватый
- Ян Вёлькель